# Anita Lindohf
Anita Margareta Lindohf, född 17 oktober 1941 i Stockholm, är en svensk skådespelare.

## Filmografi
- 1960 – När mörkret faller
- 1961 – Svenska flickor i Paris
- 1961 – Lita på mej, älskling!
- 1961 – Åsa-Nisse bland grevar och baroner
- 1963 – Oh, Marie!

## Teater

### Roller
| År   | Roll  | Produktion                                                                              | Regi            | Teater                        |
| ---- | ----- | --------------------------------------------------------------------------------------- | --------------- | ----------------------------- |
| 1960 | Carol | Dagdrömmaren (Flowering Cherry) Robert Bolt                                             | Tom Dan-Bergman | Folkparksturné/ Lilla Teatern |
| 1962 |       | Den tappre soldaten Svejk (Osudy dobrého vojáka Švejka za světové války) Jaroslav Hašek | Åke Falck       | Skansens friluftsteater       |